# Halle Brauhauban de Tarbes
La halle Brauhauban de Tarbes est un bâtiment public, à vocation de marchés couverts situé dans la commune de Tarbes,  département français des Hautes-Pyrénées.

## Historique

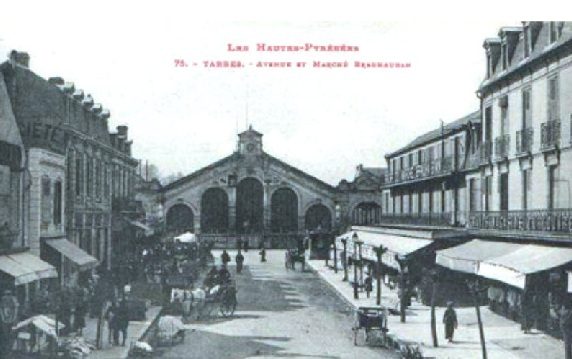
La halle au XIX.

C'est en 1880 que le Conseil Municipal de Tarbes décide de faire construire un marché ouvert situé dans le parc Buron près de la rue des Grands Fossés qui portera le nom d'Antoine Jean Brauhauban (ancien maire de Tarbes ) en reconnaissance des legs faits à la ville. 
Les travaux effectués sur une surface de 4 000 m² s'élevèrent à 450 000 francs et furent achevés en mars 1882.
A la fin des années 1960, pour faire face à l'expansion générale de la ville et à l'accroissement de la circulation et du stationnement, la municipalité envisage l'étude du projet de construction d’un marché-halle-parking sur l'emplacement de la halle Brauhauban. 
Après démolition de l’édifice existant, le nouveau bâtiment est mis en fonction en 1972, composé des étals permanents des commerçants et artisans, le carreau pour maraîchers proposant leur production deux fois par semaine et d’un parking avec quatre étages accessibles aux véhicules.
Lors du conseil municipal du 11 janvier 2010, un projet de rénovation et de restructuration de la Halle Brauhauban est présenté pour une nécessité de remise aux normes françaises et européennes en termes d’hygiène et de sécurité. Tout en conservant la structure du bâtiment et sa vocation de pôle commercial alimentaire de proximité selon les veux d'Antoine Jean Brauhauban.
Les travaux de rénovation et de restructuration de la Halle débutèrent en janvier 2011. Deux ans plus tard, la nouvelle Halle Brauhauban est inaugurée le 19 avril 2013 et aura nécessité un investissement de près de 10 000 000 euros.

## Localisation
La halle est située à Tarbes dans le quartier du centre-ville (canton de Tarbes 2), département des Hautes-Pyrénées en région Occitanie, entre la rue Larrey au sud et la place du marché Brauhauban au nord.

## Caractéristiques
C'est une halle massive et compacte dont la surface couverte est de 5300 m². 
Elle est composée en rez-de-chaussée d'une superette, des étals permanents des commerçants et artisans et un garage ouvert par l'extérieur.
Un parking, accessible aux véhicules en partie sud, sur quatre niveaux le dernier étant en terrasse. Au nord on trouve une grande dalle qui sert de terrasse aux divers cafetiers et en partie est de la halle un auvent métallique protège le carreau pour maraîchers et marchands.

## Galerie d'images

Sélection de vues de la halle actuelle.
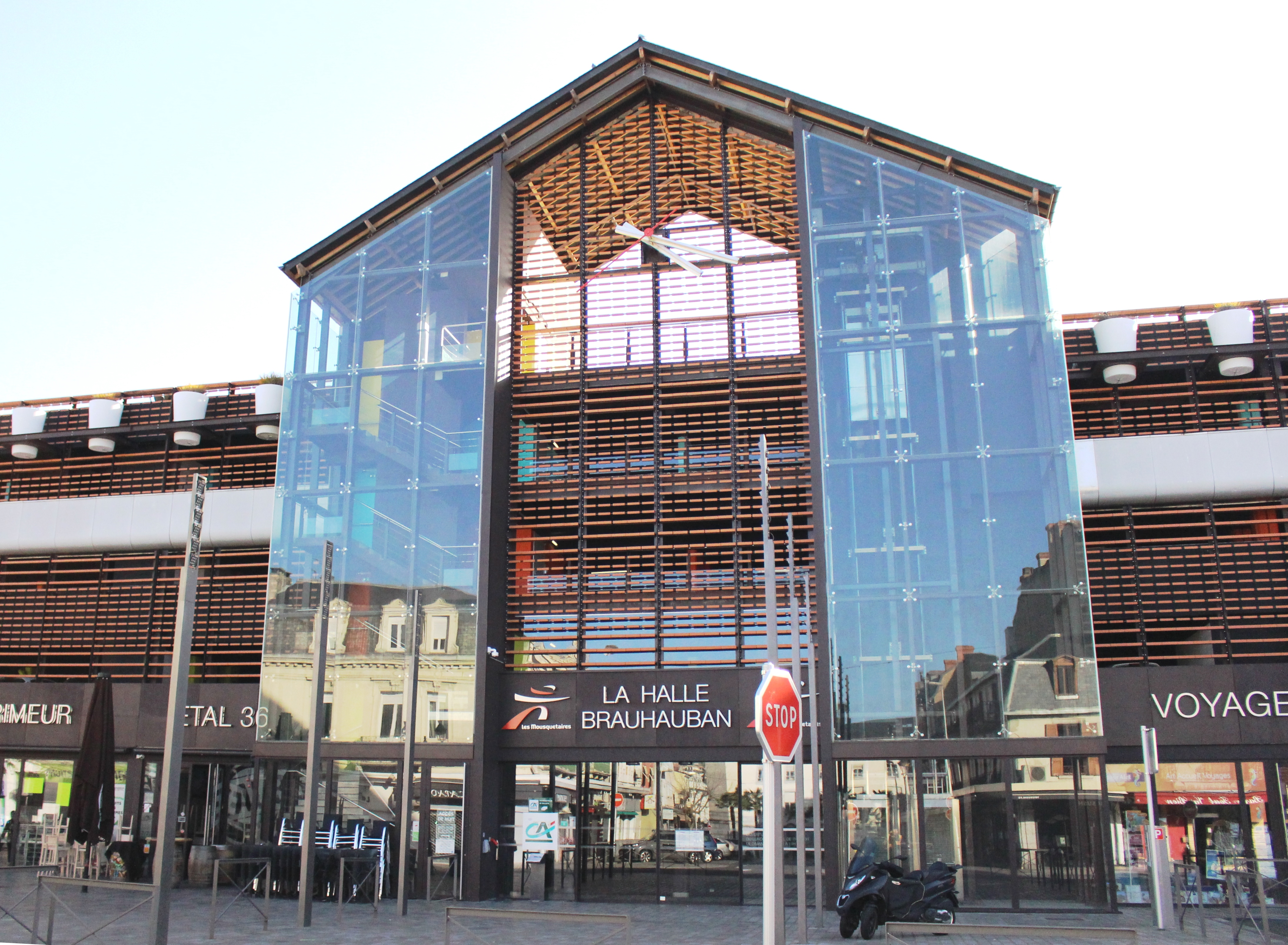
L’horloge (nord).
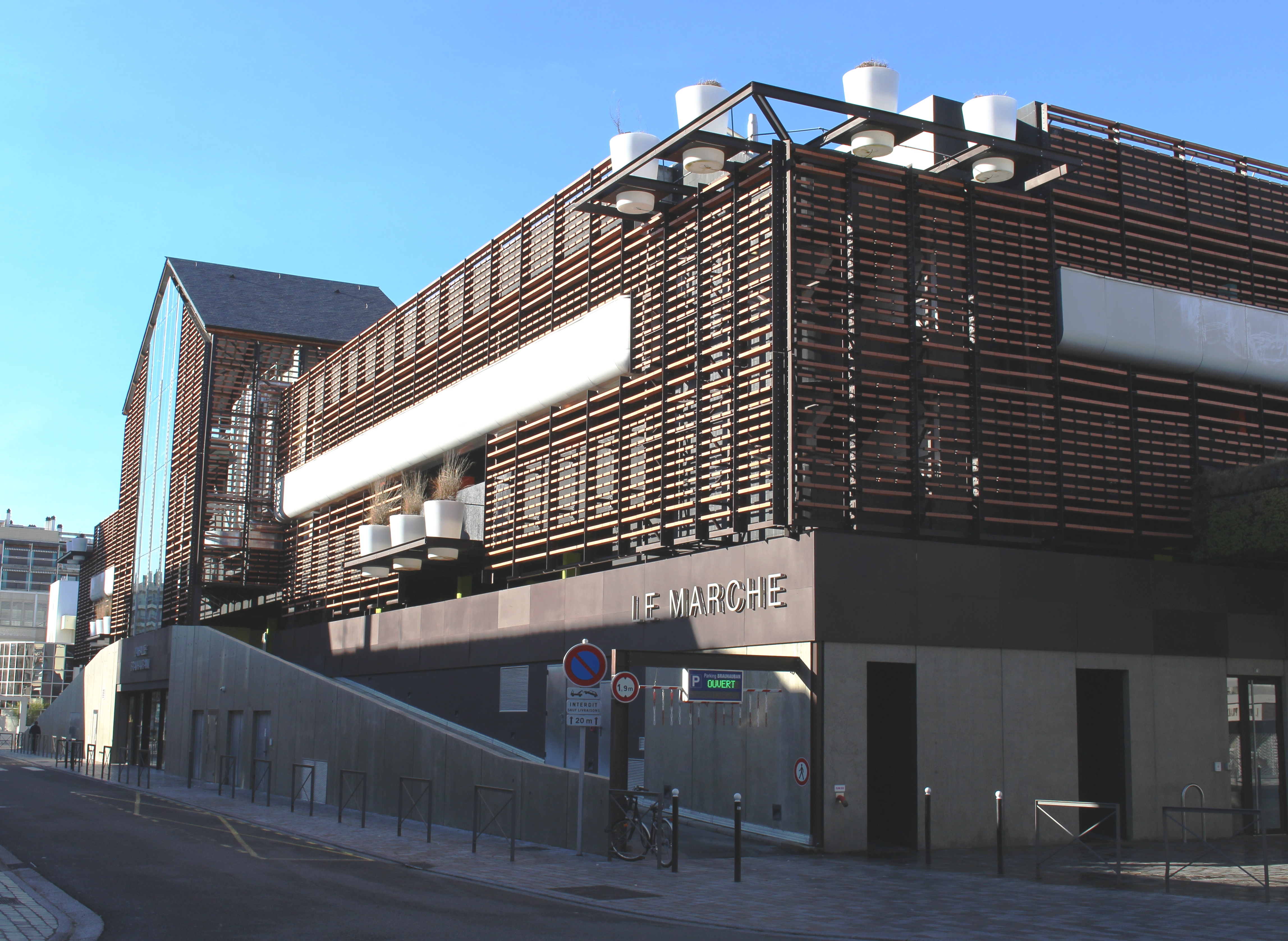
Accès parking (sud).
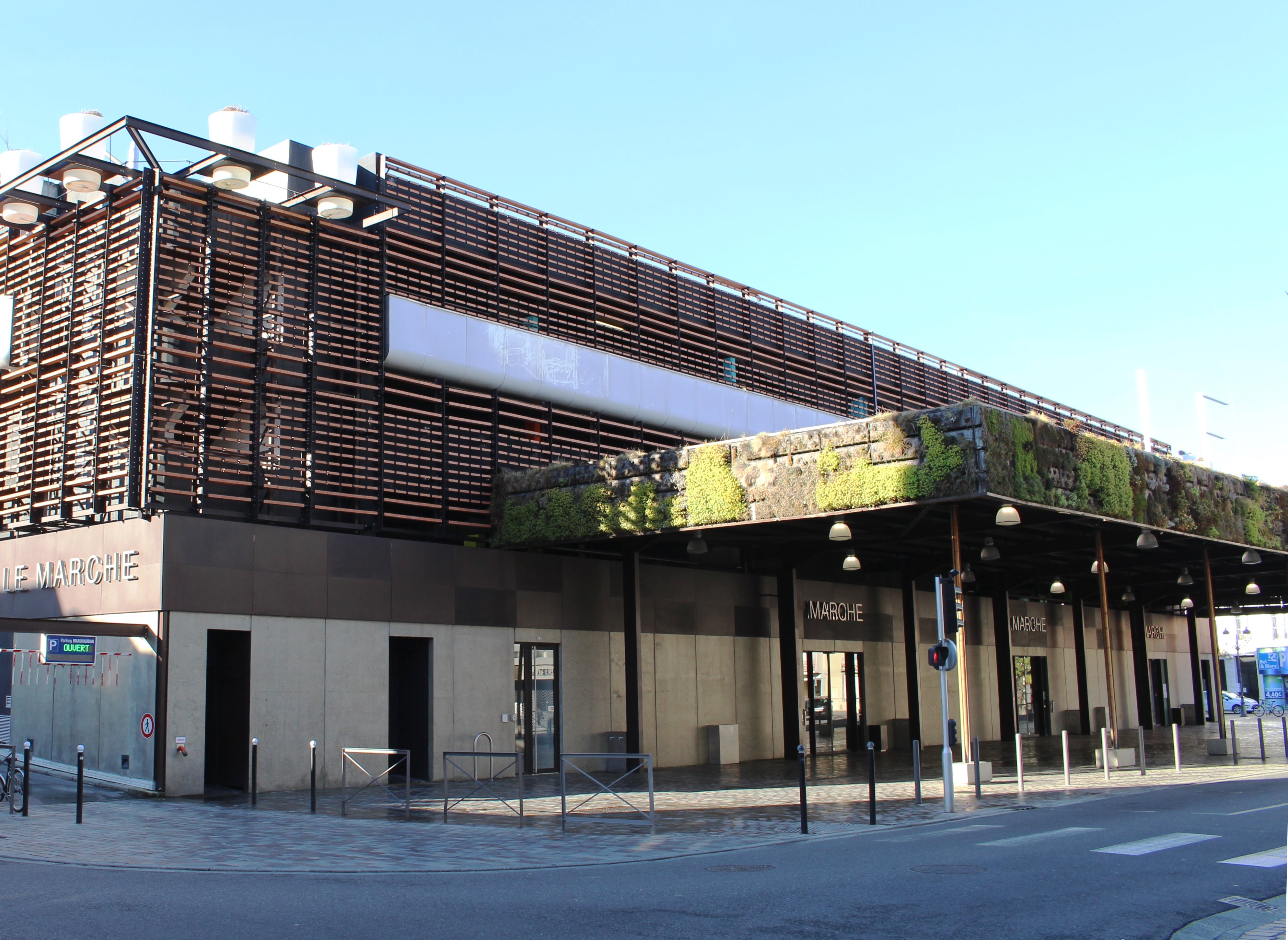
Le carreau (est).
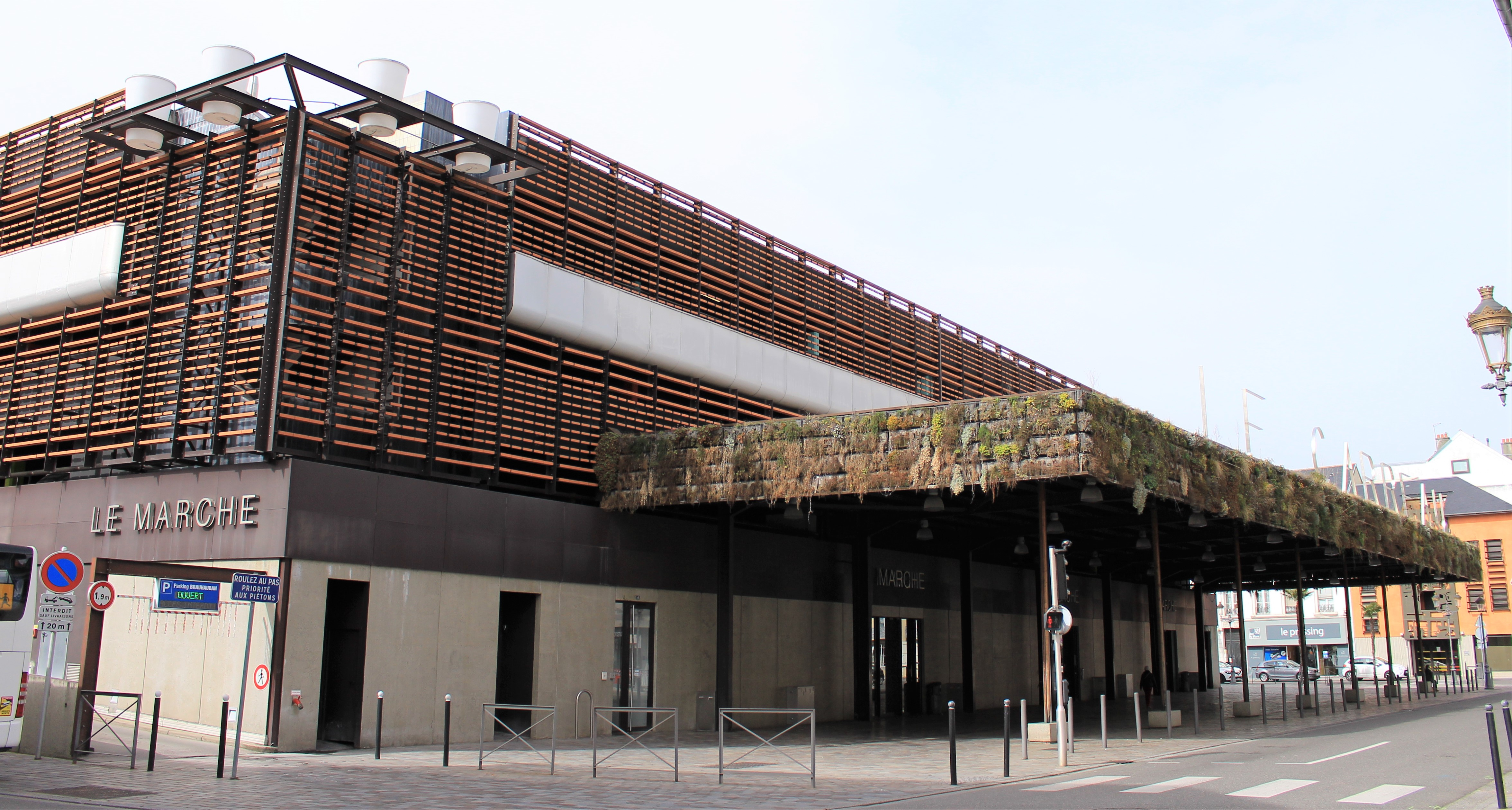
Le carreau.
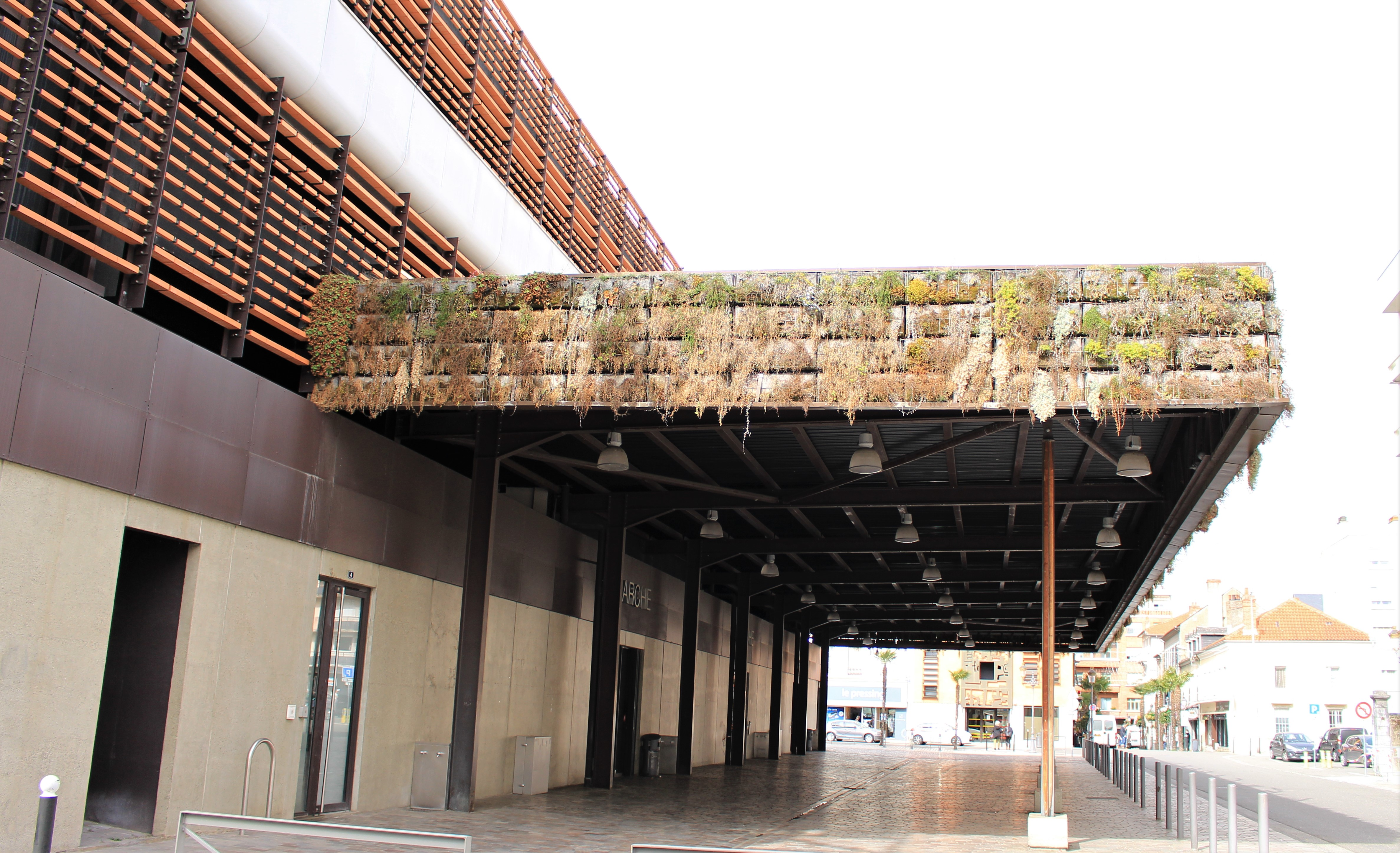
Le toit du carreau.